# Koningin Elisabeth's Dochter
Koningin Elisabeth's Dochter, ook uitgebracht als Koningin Elisabeth en Hollandsche Artisten, is een Nederlandse stomme film uit 1915 onder regie van Johan Gildemeijer. Het merendeel van de film is verloren gegaan, slechts één fragment is bewaard gebleven.

## Verhaal
Julia Berna is een gevierde actrice, maar is ongelukkig getrouwd en veracht het moederschap. Haar man wordt verliefd op een andere actrice en verliest zichzelf in een nieuwe wilde levensstijl. Hij wordt uiteindelijk gearresteerd voor diefstal en belandt in de gevangenis. Julia trekt zich ondertussen voor een lange periode terug uit het theater, maar keert voor een laatste keer terug naar het theater. Tijdens het optreden wordt haar dochter ontvoerd. Ze is de wanhoop nabij, totdat een vreugdelijke hereniging volgt. Haar dochter werd namelijk gered door haar man, die bij deze gevaarlijke ontsnapping zelf om het leven kwam.

## Rolbezetting
| Acteur               | Personage                          |
| -------------------- | ---------------------------------- |
| Julia Cuypers        | Julia Berna                        |
| Frederick Vogeding   | Man van Julia Berna                |
| Martijn de Vries     | Gonda Berna op driejarige leeftijd |
| Hesje de Vries       | Gonda Berna op vijfjarige leeftijd |
| Jopie Tourniaire     | Jeane Bachiloupi                   |
| August van den Hoeck | Alex Dalfo                         |
| Paula de Waart       | Actrice                            |
| Alex Benno           | Impresario                         |